# 貝塚市立東山小学校
貝塚市立東山小学校（かいづかしりつ ひがしやましょうがっこう）は、大阪府貝塚市にある公立小学校。

## 通学区域
- 東山一丁目 - 七丁目[1]

## 進学先中学校
- 貝塚市立第三中学校[1]

## 交通アクセス
- 水間鉄道水間線 三ツ松駅下車（最寄）
- 水間鉄道水間線 森駅下車